# Alalomantis coxalis
Alalomantis coxalis es una especie de mantis de la familia Mantidae.

## Distribución geográfica
Se encuentra en el Congo, Ruwenzori, Uganda y Burundi.